# ATP-toernooi van Brussel Outdoor
Het ATP-toernooi van Brussel Outdoor was een tennistoernooi voor mannen dat tussen 1971-1972 en 1977-1981 op de ATP-kalender stond. De geschiedenis van het toernooi gaat minimaal terug tot en met 1899. 

## Finales

### Enkelspel
- Onderstaande lijst is onvolledig

| Jaar              | Winnaar                   | Verliezend finalist       | Score                   |
| ----------------- | ------------------------- | ------------------------- | ----------------------- |
| 1899              | Herbert Roper Barrett (1) | Paul de Borman            | 6-2, 6-0, 6-2           |
| 1900              | Herbert Roper Barrett (2) | Paul de Borman            | 6-3, 6-3, 6-2           |
| 1901              | Herbert Roper Barrett (3) | Willie Lemaire de Warzeé  | 6-1, 6-2, 6-4           |
| 1902              | Herbert Roper Barrett (4) | Paul de Borman            | 6-3, 7-5, 7-5           |
| 1903              | Herbert Roper Barrett (5) | Paul de Borman            | 6-4, 6-3, 3-6, 6-3      |
| 1905              | Paul de Borman (1)        | Herbert Roper Barrett     | 4-6, 6-1, 8-6, 6-0      |
| 1906              | Herbert Roper Barrett (6) | Willie Lemaire de Warzeé  | 6-0, 6-2, 6-4           |
| 1910              | Anthony Wilding           | Réginald Storms           | 6-0, 6-1, 4-3, opg.     |
| 1912              | Georges Watson            | Willie Lemaire de Warzeé  | 6-2, 6-1, 6-1           |
| 1913              | Paul de Borman (2)        | Georges Watson            | 6-3, 3-6, 1-6, 6-4, 6-3 |
| 1914              | Jean Washer (1)           | Willie Lemaire de Warzeé  | 6-4, 6-3, 6-1           |
| 1915-1919         | geen toernooi             | geen toernooi             | geen toernooi           |
| 1920              | Jean Washer (2)           | Gerard Scheurleer         | 6-0, 6-2, 6-3           |
| 1921              | Arthur Diemer Kool        | Amos Wilder               | 6-1, 8-6, 6-2           |
| 1925              | Jean Washer (3)           | André Laloux              | 6-2, 6-0, 6-3           |
| 1930(1)           | Jean Borotra              | Henri Cochet              | 4-6, 6-3, 6-4, 4-6, 8-6 |
| 1930(2)           | Franz Matejka             | Jean Lesueur              | 6-1, 6-2, 6-3           |
| 1932              | André Martin-Legeay       | Pierre Goldschmidt        | 6-1, 7-5                |
| 1934              | André Lacroix (1)         | Pierre Geelhand de Merxem | 6-1, 6-3, 6-2           |
| 1935              | Fred Perry                | Hermann Artens            | 6-3, 9-7, 6-3           |
| 1936              | André Lacroix (2)         | Jack Van den Eynde        | 1-6, 6-2, 6-4           |
| 1937              | Patrick Tiberghien        | Hans van Swol             | 6-3, 6-4, 7-5           |
| 1941              | André Lacroix (3)         | Pierre Geelhand de Merxem | 7-5, 6-1                |
| 1942-1946         | geen toernooi             | geen toernooi             | geen toernooi           |
| 1948              | Frank Parker              | Budge Patty               | 6-1, 1-6, 3-6, 6-1, 6-2 |
| 1950              | Pierre Geelhand de Merxem | Jacques Sanglier          | 6-3, 5-7, 6-2           |
| 1951              | Eric Sturgess             | Jaroslav Drobný           | 6-0, 6-1, 6-0           |
| 1952              | Ken McGregor              | Tony Trabert              | 6-4, 6-2, 5-7, 6-2, 6-4 |
| 1954              | Lorne Main                | Irvin Dorfman             | 6-2, 1-6, 6-3, 6-4      |
| 1955              | Mervyn Rose               | Philippe Washer           | 7-5, 6-1                |
| 1956              | Jacques Brichant (1)      | Ulf Schmidt               | 6-3, 6-1                |
| 1959              | Jacques Brichant (2)      | Antonio Palafox           | 8-6, 6-2, 6-1           |
| 1963              | Ramanathan Krishnan       | Nicola Pietrangeli        | 6-1, 1-6, 6-3           |
| 1964              | Michel Leclercq           | Alain Bressonl            | 6-3, 6-2, 6-4           |
| 1965              | Ken Fletcher              | José Edison Mandarino     | 11-9, 4-6, 6-2          |
| 1966              | Tom Okker (1)             | Bob Carmichael            | 8-10, 6-3, 6-3          |
| 1967              | Tom Okker (2)             | Jim Moore                 | 6-2, 6-2, 6-0           |
| 1968              | Štěpán Koudelka           | Steve Tidball             | 1-6, 6-1, 6-2           |
| ↓ Open tijdperk ↓ |                           |                           |                         |
| 1969              | Tom Okker (3)             | Željko Franulović         | 6-0, 6-1, 7-5           |
| 1970              | Tom Okker (4)             | Ilie Năstase              | 6-3, 6-4, 0-6, 4-6, 6-4 |
| 1971              | Cliff Drysdale            | Ilie Năstase              | 6-0, 6-1, 7-5           |
| 1972              | Manuel Orantes            | Andrés Gimeno             | 6-4, 6-1, 2-6, 7-5      |
| 1973-1976         | geen toernooi             | geen toernooi             | geen toernooi           |
| 1977              | Harold Solomon            | Karl Meiler               | 7-5, 3-6, 2-6, 6-3, 6-4 |
| 1978              | Werner Zirngibl           | Ricardo Cano              | 1-6, 6-3, 6-4, 6-3      |
| 1979              | Balázs Taróczy            | Ivan Lendl                | 6-1, 1-6, 6-3           |
| 1980              | Peter McNamara            | Balázs Taróczy            | 7-6, 6-3, 6-0           |
| 1981              | Marko Ostoja              | Ricardo Ycaza             | 4-6, 6-4, 7-5           |

### Dubbelspel
| Jaar      | Winnaars                             | Verliezend finalisten         | Score            |
| --------- | ------------------------------------ | ----------------------------- | ---------------- |
| 1971      | Tom Okker Marty Riessen              | Ilie Năstase Ion Țiriac       | niet uitgespeeld |
| 1972      | Juan Gisbert Manuel Orantes          | Patricio Cornejo Jaime Fillol | 9-7, 6-3         |
| 1973-1976 | geen toernooi                        | geen toernooi                 | geen toernooi    |
| 1977      | Jirí Hrebec Hans Kary                | Frantisek Pala Balázs Taróczy | niet uitgespeeld |
| 1978      | Jean-Louis Haillet Antonio Zugarelli | Onny Parun Vladimír Zedník    | 6-3, 4-6, 7-5    |
| 1979      | Billy Martin Peter McNamara          | Carlos Kirmayr Balázs Taróczy | 5-7, 7-5, 6-4    |
| 1980      | Steve Krulevitz Thierry Stevaux      | Eric Fromm Cary Leeds         | 6-3, 7-5         |
| 1981      | Ricardo Cano Andrés Gómez            | Carlos Kirmayr Cássio Motta   | 6-2, 6-2         |

1969 · 1970 · 1971 · 1972 · 1973–1976 · 1977 · 1978 · 1979 · 1980 · 1981
ITF-toernooien (mannen en vrouwen)

ATP-toernooien (mannen) – ATP-seizoen 2025

WTA-toernooien (vrouwen) – WTA-seizoen 2025

Voormalige toernooien mannen
Voormalige toernooien vrouwen
Voormalige amateurtoernooien